# Parapalpares solidus
Parapalpares solidus is een insect uit de familie van de mierenleeuwen (Myrmeleontidae), die tot de orde netvleugeligen (Neuroptera) behoort. 
Parapalpares solidus is voor het eerst wetenschappelijk beschreven door Gerstäcker in 1894.